# Gaston Julian
Pour les articles homonymes, voir Julian.
Gaston Julian, né le 11 décembre 1909 à Grenoble et mort le 30 décembre 2000 à Gap, est un homme politique français.

## Biographie
Gaston, Marius, Joseph Julian commence sa carrière comme employé aux chemins de fer puis comptable. Il a été secrétaire fédéral communiste des Hautes-Alpes, maire adjoint de Gap, conseiller général du canton de Gap-Ouest (1976-1982) et député des Hautes-Alpes de 1945 à 1951 et de 1956 à 1958.

## Détail des fonctions et des mandats
Mandat parlementaire
- 21 octobre 1945 - 8 décembre 1958 : Député des Hautes-Alpes